# Edwin Bidwell Wilson
Edwin Bidwell Wilson (25 de abril de 1879 – 28 de diciembre de 1964) fue un matemático y polímata estadounidense. Fue el único protegido del físico y profesor de Yale Josiah Willard Gibbs y mentor del ecomista del MIT Paul Samuelson. Obtuvo su AB de la Universidad de Harvard en 1899 y su PhD de Yale en 1901, trabajando bajo Gibbs.
E.B. Wilson compiló el libro de texto Vector analysis, basándose en las conferencias de Gibbs mientras Gibbs se centraba en su libro sobre termodinámica.
Wilson fue un conferenciante invitado  en el CIM de 1904 en Heidelberg y en 1924 en Toronto.
En 1924 fue elegido como académico de la Asociación Estadounidense de Estadística.
En 1904 Wilson revisó el texto de Bertrand Russell sobre las bases de las matemáticas titulado The Principles of Mathematics.
Wilson escribió The Space-Time Manifold of Relativity con Gilbert N. Lewis en 1912.
Wilson fue también autor de dos manuales más: Advanced calculus (1912) y Aeronautics: A Class Text (1920).